# Ralf Behrwald
Ralf Behrwald (* 27. Februar 1967 in Bremen) ist ein deutscher Althistoriker.
Ralf Behrwald studierte nach seinem Abitur 1986 und dem anschließenden Wehrdienst seit 1988 Alte Geschichte, Klassische Archäologie und Neuere Englische Literaturwissenschaft an der Eberhard-Karls-Universität Tübingen und der Universität Perugia. 1994 bestand er seine Magisterprüfung; die Magisterarbeit „Beiträge zur Geschichte und Landeskunde Lykaoniens in Hellenismus und Kaiserzeit“ wurde von Frank Kolb betreut. Anschließend war Behrwald von 1994 bis 1998 Wissenschaftlicher Mitarbeiter bei Hartwin Brandt an der Technischen Universität Chemnitz. Dort erfolgte 1998 die Promotion mit einer von Kolb und Brandt betreuten Untersuchung über die Geschichte und Verfassung des Lykischen Bundes. Anschließend wurde Behrwald Assistent am Chemnitzer althistorischen Lehrstuhl, seit 2002 am Lehrstuhl für Alte Geschichte der Otto-Friedrich-Universität Bamberg, wohin Brandt gewechselt war. Von 2003 bis 2004 war Behrwald Fellow in Byzantine Studies in Dumbarton Oaks. Seine Habilitation erfolgte 2004 in Bamberg mit der Arbeit „Die Stadt als Museum? Studien zur Wahrnehmung der städtischen Topographie Roms in der Spätantike“. Danach war er Oberassistent (Privatdozent) in Bamberg und ab 2005 Akademischer Rat (Privatdozent) an der Abteilung für Alte Geschichte der Ludwig-Maximilians-Universität München. Seit August 2007 ist Behrwald Professor und Lehrstuhlinhaber an der Universität Bayreuth.

## Schriften
- Der lykische Bund. Untersuchungen zu Geschichte und Verfassung, Habelt, Bonn 2001 (Antiquitas. Reihe 1, Abhandlungen zur alten Geschichte, Bd. 48) ISBN 3-7749-3035-X
- Hellenika von Oxyrhynchos, Wissenschaftliche Buchgesellschaft, Darmstadt 2005 (Texte zur Forschung, Bd. 86) ISBN 3-534-18500-5
- Die Stadt als Museum? Die Wahrnehmung der Monumente Roms in der Spätantike, Akademie, Berlin 2006 (Klio Beihefte. Neue Folge, Bd. 12) ISBN 3-05-004288-5